# Nhà UFO Tam Chi
Nhà UFO Tam Chi (tiếng Trung: 三芝飛碟屋; bính âm: Sānzhī Fēidiéwū), còn được gọi là ngôi nhà hình kén tằm Tam Chi hoặc Thành phố Kén tằm Tam Chi, là một tập hợp các tòa nhà hình kén tằm và không bao giờ hoàn thành ở quận Tam Chi, Tân Bắc, Đài Loan. Các tòa nhà giống như kiểu nhà Futuro, một số nhà loại này có thể được tìm thấy ở những nơi khác tại Đài Loan. Địa điểm lắp đặt các ngôi nhà này thuộc quyền sở hữu của Tập đoàn Hung Kuo.

## Xây dựng và bỏ hoang
Những ngôi nhà UFO này được xây dựng bắt đầu từ năm 1978. Ban đầu người ta dự định biến chúng thành một khu nghỉ mát thuộc một phần vùng bờ biển phía bắc giáp Đạm Thủy, và được mở bán cho các sĩ quan quân đội Mỹ đến từ các nơi đóng quân tại Đông Á của họ. Tuy nhiên, dự án chưa bao giờ hoàn thành vào năm 1980 do tổn thất vốn đầu tư và một số vụ tai nạn xe hơi và tự tử trong suốt quá trình xây dựng, mà người ta cho là do hành động cắt đôi bức phù điêu rồng Trung Quốc nằm gần cửa khu nghỉ mát để mở rộng con đường đến dãy nhà này. Những câu chuyện khác chỉ ra rằng đây là nơi chôn cất cựu binh lính Hà Lan.

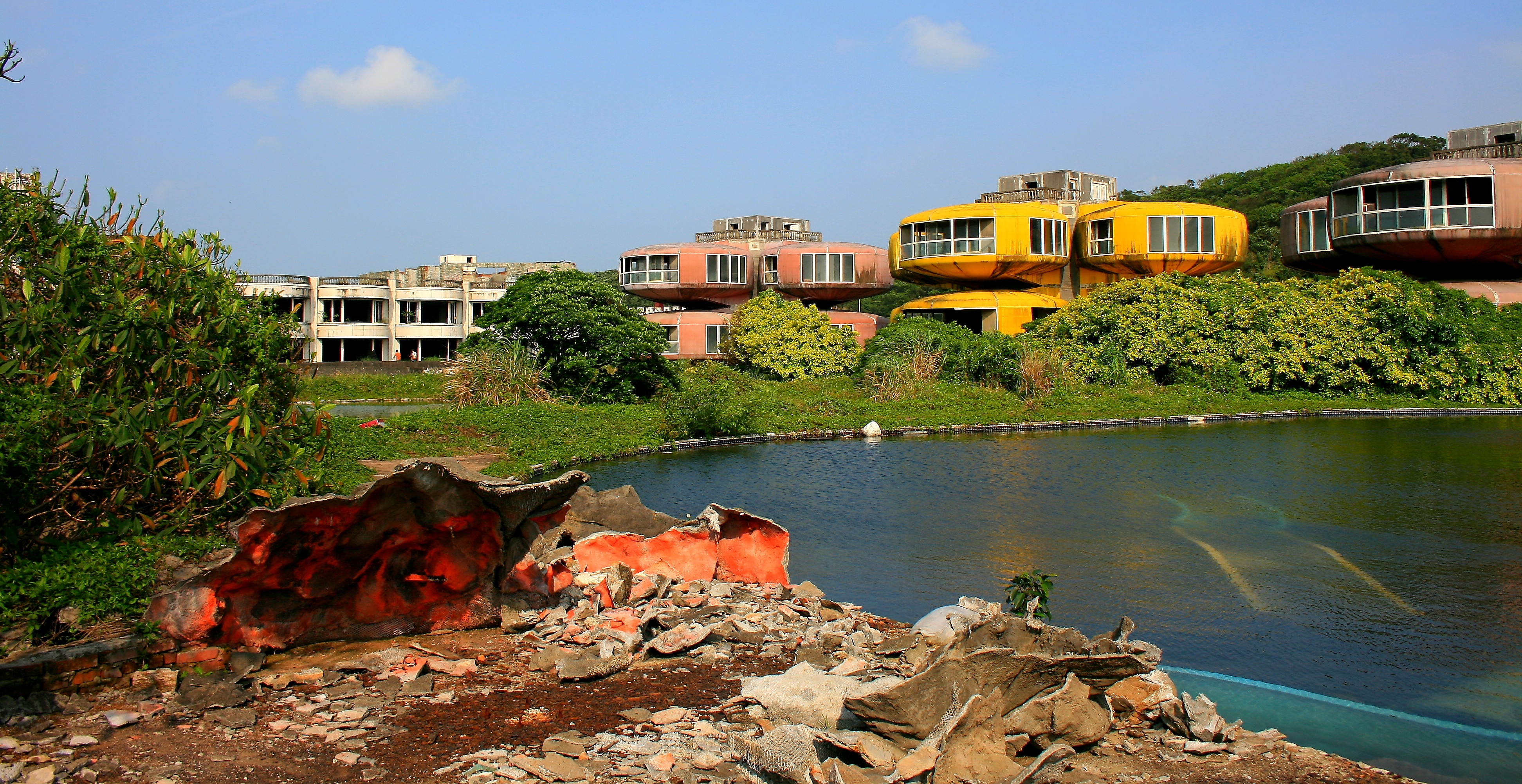
Dãy nhà UFO Tam Chi bị bỏ hoang

Nhũng ngôi nhà giống như kén tằm đã trở thành một điểm thu hút du lịch nhỏ do một phần kiến trúc bất thường của chúng. Công trình này kể từ đó đã biến thành chủ đề của một bộ phim, được mọi người dùng làm địa điểm của MTV để quay phim, chụp ảnh và trở thành chủ đề trong các cuộc thảo luận trực tuyến, được mô tả là một thị trấn ma hoặc "di tích của tương lai". Những ngôi nhà UFO Tam Chi còn được đề cập đến trong tiêu đề một ca khúc thử nghiệm LP Abandoned City năm 2014 của tay nghệ sĩ dương cầm người Đức Hauschka.

## Phá dỡ
Dãy nhà UFO dự kiến sẽ bị phá hủy vào cuối năm 2008, bất chấp một đơn thỉnh cầu trực tuyến đòi giữ lại một trong những công trình này để làm thành một bảo tàng. Công việc phá dỡ địa điểm này bắt đầu vào ngày 29 tháng 12 năm 2008, với kế hoạch tái phát triển nơi đây thành một điểm thu hút khách du lịch với các cơ sở khách sạn và bãi biển.
Đến năm 2010, tất cả các ngôi nhà UFO đều bị phá hủy và nơi đây đang trong quá trình chuyển đổi thành một khu nghỉ mát thương mại bên bờ biển và công viên nước.